# تلسکوپ نوری نوردیک
| locmapin = اسپانیا جزایر قناری}}

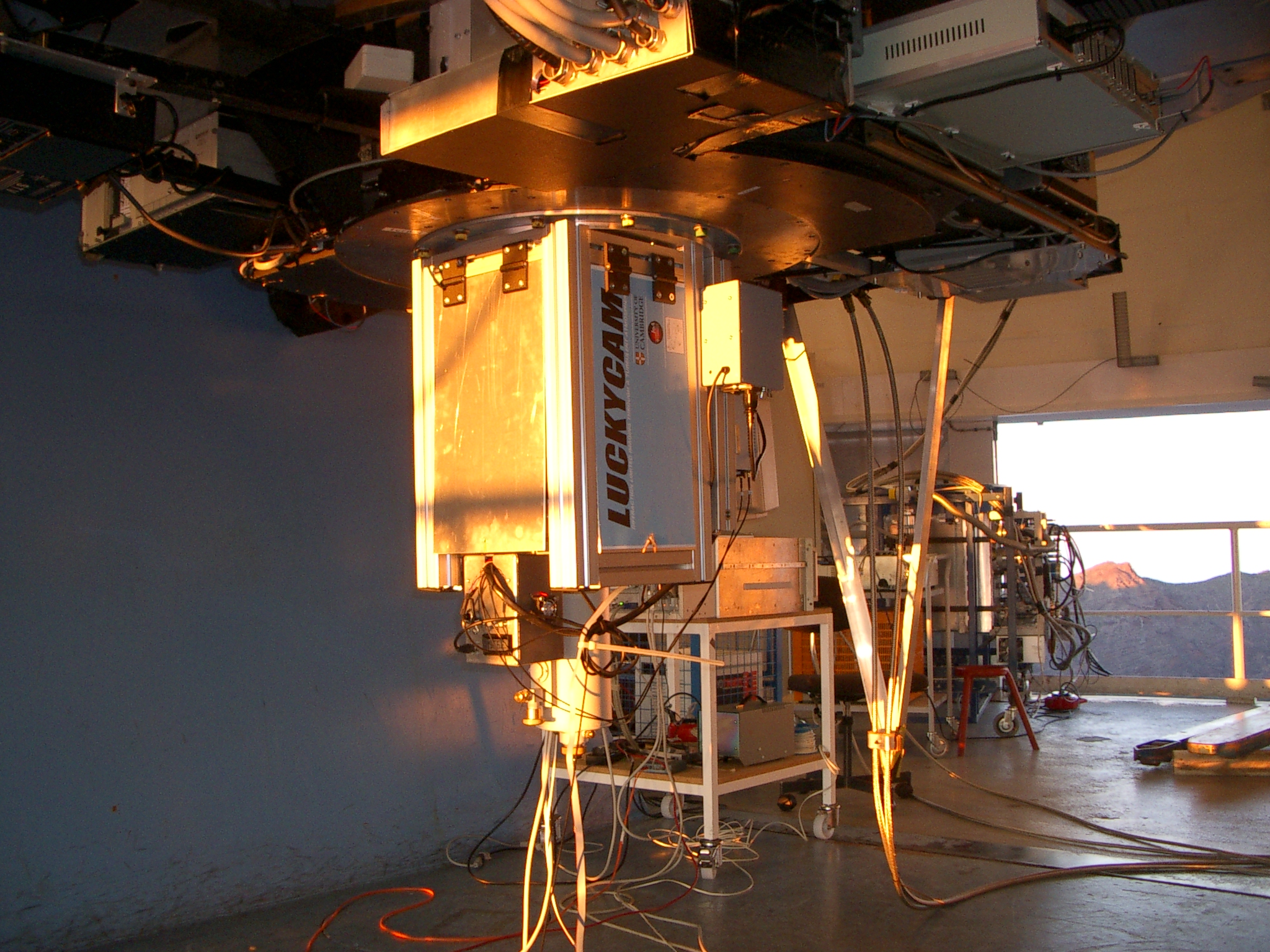
ساختمان تلسکوپ نوری نوردیک در نزدیکی زمان غروب خورشید.

تلسکوپ نوری نوردیک (انگلیسی: Nordic Optical Telescope) یا (NOT) یک تلسکوپ نجومی است که در رصدخانه رصدخانه صخره بچه‌ها، لا پالما در جزایر قناری واقع شده است. این تلسکوپ اولین نور خود را در سال ۱۹۸۸ دید و به‌طور رسمی در سپتامبر ۱۹۸۹ افتتاح شد. رصد منظم آن در سال ۱۹۹۰ آغاز شد. بودجهٔ نوردیک توسط کشورهای دانمارک، سوئد، نروژ، فنلاند و (از سال ۱۹۹۷) ایسلند، تأمین می‌شود. دسترسی مستقیم به منجمان کشورهای سرمایه‌گذار و همه ملیت‌ها از طریق کمیته‌های تخصیص زمان بین‌المللی فراهم می‌شود.
آینهٔ اصلی ۲٫۵۶ متر (۱۰۱ اینچ) قطر دارد. شکل دهی نوری در آزمایشگاه نوری در رصدخانه توورلا، بر روی آینه‌های آینه‌ای ساخته شده از Zerodur در Schott Glaswerke در ماینتس، آلمان انجام شد.
در حالی که NOT به عنوان یک تلسکوپ غیرفعال طراحی شده بود، با آینهٔ به اندازهٔ کافی ضخیم برای حفظ شکل خود حتی بدون یک حلقه بازخورد فعال، آینهٔ آن طوری طراحی شده بود که بر روی یک سیستم پشتیبانی پنوماتیکی معلق باشد.طراحان برنامه‌ریزی کرده بودند که این و انعطاف‌پذیری آینه امکان پیاده‌سازی یک سیستم به اصطلاح اپتیک فعال را فراهم کند؛ ویژگی خاصی که در آن زمان برای تلسکوپ فناوری جدید ESO در دست توسعه بود. در سال ۱۹۹۲، چنین سیستم اپتیک فعالی در NOT نصب شد.